# Magnetotellurik
Die Magnetotellurik (MT) ist eine Methode der Geophysik. Durch zeitlich variierende Magnetfelder werden elektrische [tellurische; tellus: die Erde betreffend] Wirbelströme in leitfähigen Strukturen des Erdinneren induziert. Das durch die Ströme erzeugte elektrische Feld hat wiederum ein sekundäres Magnetfeld zur Folge. Die anregenden primären Magnetfelder können dabei sowohl natürlichen Ursprungs (Stromsysteme in der Ionosphäre und Magnetosphäre, Abstrahlung von Gewitterblitzen) als auch künstlich erzeugt (Längstwellen-Sender) sein. Durch ein sehr breites Periodenspektrum der Wechselfelder (von {\displaystyle 10^{-8}\,\mathrm {s} } bis {\displaystyle 10^{6}\,\mathrm {s} }) können über die frequenzabhängige Eindringtiefe mit dieser Methode Aussagen über die Verteilung der elektrischen Leitfähigkeit innerhalb der verschiedenen Erdkrustenanteile bis in den oberen Erdmantelbereich gemacht werden.
Aufgrund der unterschiedlichen Perioden bzw. Frequenzbereiche unterscheidet man:
- Audiomagnetotellurik (AMT), Audiofrequenzbereich
- Controlled Source AMT (CSAMT), künstlicher Sender
- Magnetotellurik (MT)
- Radiomagnetotellurik (RMT), Längstwellensender

Seit einigen Jahren werden auch marine MT (MMT) Messungen auf dem Meeresboden zur Kohlenwasserstoffexploration eingesetzt.
Das elektrische Feld ist über die Impedanz mit dem primären Magnetfeld verknüpft. In der Praxis werden jeweils die horizontalen Komponenten des elektrischen und magnetischen Feldes an der Erdoberfläche gemessen. Für die Messungen des elektrischen Feldes werden unpolarisierbare Elektroden in einem Abstand von etwa 50–100 m in den Boden gesetzt und die zeitlich variierende Spannung zwischen den Elektroden registriert. Die Messung des horizontalen Magnetfeldes erfolgt üblicherweise mit Induktionsspulen oder Fluxgate-Magnetometern. Wird zusätzlich noch das vertikale Magnetfeld gemessen, können die magnetischen  Übertragungsfunktionen bestimmt werden. Diese geben Information über flächenhafte Leitfähigkeitsveränderungen. Diese Methode wird Erdmagnetische Tiefensondierung (ETS) oder Geomagnetic Depth Sounding (GDS) genannt.
Wie aus den Registrierungen der zeitlichen Variationen der elektrischen und magnetischen Felder die elektrische Leitfähigkeit eines geschichteten Untergrundes abgeleitet werden kann, zeigten unabhängig voneinander A.N. Tichonow (1950) und Louis Cagniard (1953). In der Folgezeit wurden die Methoden weiter verbessert, um räumlich komplexe Leitfähigkeitsstrukturen besser rekonstruieren zu können.